# طبقة تحت الأساس (طرق)

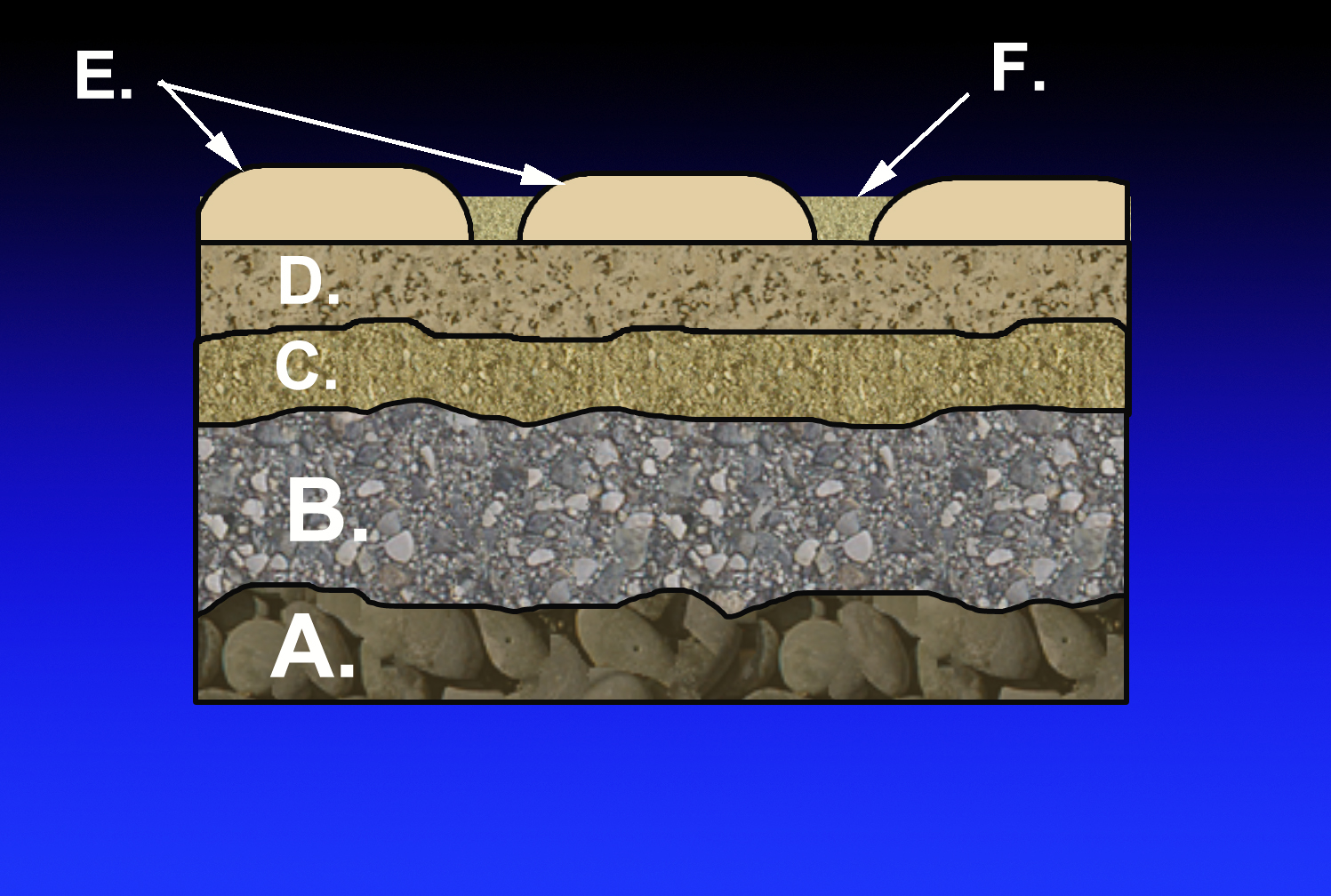
B: طبقة تحت الأساس

طبقة تحت الأساس (بالإنجليزية: Subbase (pavement))‏ هي الطبقة التي تكون تحت طبقة الأساس وفوق القالب الترابي (التربة الطبيعية) وتتكون من تربة طبيعية محسنة أو من مواد بحصية ذات مواصفات أدنى من مواصفات مواد طبقة الأساس وذلك لأنها بعيدة عن تأثير حركة المرور والعوامل الجوية (الحرارة والمطر والصقيع و...).
هذه الطبقة يمكن الإستغناء عنها إذا كانت حركة المرور على الطريق قليلة أو إذا كانت تربة المسار ذات مواصفات جيوتقنية ممتازة.

## وظيفة هذه الطبقة
1. تؤدي إلى إعطاء رص متجانس لأسفل طبقة الأساس.
2. تعطي استناداً جيداً لطبقة الأساس.
3. تساعد في توزيع الإجهادات الشاقولية.
4. تساعد في التخفيف من حادثة الضخ وفعل الصقيع.

## وصلات خارجية
- Sub-bases.